# Tazirbu
Tazirbu (em árabe: تازربو‎) é um oásis situado no deserto no distrito de Cufra, aproximadamente 250 quilômetros a noroeste de Cufra. Seu nome significa "sede principal" na língua tubu, pois foi sede do Sultanato Tubu antes da chegada dos zuaias árabes no século XVIII; vários quilômetros ao norte há ruínas de um antigo castelo, chamado Alcácer Girangedi, a sede do sultão.
Possui 25-30 quilômetros de comprimento e 10 de largura. No meio e paralelo ao oásis há um vale raso com lagoas salgadas e salinas. Nele há 10 vilas: a mais importante chama-se Jazira. No oásis há grupos de palmeiras, tamariscos, acácias, esparto e junco. O primeiro europeu a visitá-lo foi o alemão Gerhard Rohldfs em agosto de 1879.
Em 2016, relatou-se a ocupação pelo Estado Islâmico de áreas próximo aos oásis de Tazirbu e Cufra. Em 30 de setembro de 2017, uma equipe de cientistas vinculados ao projeto do Grande Rio Artificial, um enorme projeto de construção de tubulações para transportar água das fontes de água do deserto à zona costeira, foram enviados a Tazirbu para investigar um estranho fenômeno no qual o solo estava afundando.